# Natale su Ganimede
Natale su Ganimede (Christmas on Ganimede) è un racconto di fantascienza umoristica di Isaac Asimov pubblicato per la prima volta nel 1942 sul numero di gennaio della rivista Startling Stories.
Successivamente è stato incluso nell'antologia Asimov Story (The Early Asimov) del 1972.
È stato pubblicato varie volte in italiano a partire dal 1973.

## Trama
La storia è ambientata sulla luna di Giove Ganimede. Nel racconto, Ganimede ha un'atmosfera di ossigeno, che non è però del tutto respirabile dagli umani, le sue fauna e flora originali e dei nativi moderatamente intelligenti chiamati “Ossies” per la loro somiglianza agli struzzi ("ostrich"). Su Ganimede è presente una colonia umana di proprietà della Ganymedan Products Corporation, che esporta sulla Terra wolframite, foglie di karen e oxite e che impiega gli Ossies come forza lavoro.
Gli umani di Ganimede fronteggiano una crisi causata da Olaf Johnson che, sotto Natale, decide di raccontare agli Ossies di Babbo Natale. Ora gli Ossies vogliono una visita di Babbo Natale e si rifiutano di lavorare fino a quel momento, ma ciò provocherà una perdita di produzione della Ganymedan Products e costerà all'azienda la sua concessione su Ganimede e ai suoi impiegati il posto di lavoro. Di conseguenza Scott Pelham, il comandante della base, ordina ai suoi uomini di inscenare una visita di Babbo Natale, con Johnson come protagonista. Viene costruita una slitta volante dotata di gravo-repulsori e jet ad aria compressa e otto animali del luogo vengono ammansiti con del brandy e assicurati alla slitta per fare le renne. Johnson, camuffato vagamente come Babbo Natale, riesce a condurre il marchingegno fino al luogo dov'è atteso dagli Ossies, cui lascia dei regali. Tutto sembra andare per il meglio, finché gli Ossies pretendono una visita di Babbo Natale tutti gli anni, e uno degli uomini presenti si rende conto che intendono dire a ogni rivoluzione di Ganimede, che dura circa sette giorni terrestri.